# Belfagor (rivista)
Belfagor, sottotitolata rassegna di varia umanità, è stata una rivista letteraria italiana, fondata da Luigi Russo e pubblicata a Firenze con periodicità bimestrale a partire dal 15 gennaio 1946. Diretta dal 1961 da Carlo Ferdinando Russo, figlio di Luigi, ha cessato le pubblicazioni con il fascicolo del 30 novembre 2012.

## Struttura
Ciascun numero della rivista consiste di 120 o 128 pagine. Fin dal primo numero, il contenuto è distribuito in sei sezioni: "Saggi e Studi", "Ritratti critici di contemporanei", "Varietà e documenti", "Noterelle e schermaglie", "Recensioni", "Libri ricevuti postillati". Nel 2012 sono stati pubblicati gli indici della rivista.

## Storia
La rivista, che in origine era stampata dalla casa editrice Vallecchi di Firenze e in seguito da G. D'Anna e poi da Leo S. Olschki, deriva il titolo dalla novella Belfagor arcidiavolo di Niccolò Machiavelli. L'atmosfera ereticale richiamata dal nome doveva sottolineare il carattere della rivista, che si intendeva opporre, secondo Russo e Adolfo Omodeo (che ne fu condirettore insieme a Russo), al conformismo e al dilettantismo di parte della cultura italiana, proponendosi come sostenitrice di un'impostazione più scientifica e metodologica.
Il periodico era caratterizzato da un indirizzo storico-letterario e seguiva la linea di Francesco De Sanctis, chiarita nel Proemio al primo numero, in cui Luigi Russo delineava il programma di Belfagor, che consisteva nella pubblicazione di saggi di critica letteraria di autori sia italiani che stranieri, studi di arte figurativa, di storia, di musica, improntati, però, non sulla pura e astratta letterarietà ma sull'analisi politica della realtà contemporanea. La rivista però, come scriveva Russo nel primo numero, non aveva una militanza ideologica: "non chiediamo a nessuno la tessera del suo partito, chiediamo soltanto serietà di lavoro e spregiudicatezza di orientamento critico".
I collaboratori che si affiancarono a Russo, a quei tempi direttore della Scuola Normale di Pisa, furono i migliori studiosi di quella scuola e della cultura universitaria, come Walter Binni, Norberto Bobbio, Armando Saitta, Gaetano Salvemini, Piero Calamandrei, Luigi Silori, Gianfranco Contini, Giacomo Devoto, Luigi Salvatorelli, Stefano Miccolis e molti altri.
Alla morte del fondatore, la direzione fu assunta dal figlio, il filologo Carlo Ferdinando Russo.
La rivista ha chiuso le pubblicazioni con il fascicolo del 30 novembre 2012. Nel 2013 l'editrice Olschki ha messo in formato digitale l'intera collezione e gli indici dei 402 fascicoli.